# Legendele clanului Otori

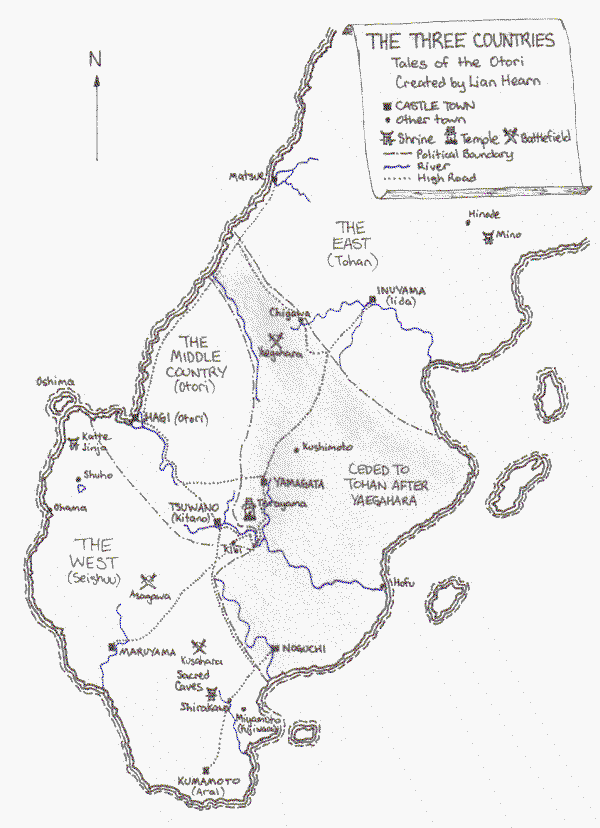
Harta celor Trei Ţări

Legendele clanului Otori (titlu original Tales of the Otori) este o serie de romane fantasy a autoarei Lian Hearn, a cărei acțiune se petrece într-o lume fictivă bazată de Japonia feudală (1185-1603).
Seria a fost tradusă și publicată pentru prima dată în România de editura Leda începând cu 2009.

## Cărți
Inițial, seria consta într-o trilogie:
- Să nu trezești podeaua-privighetoare (2002)
- Sub cerul liber, având drept pernă iarba (2003)
- Strălucirea lunii, adierea vântului  (2004)

Această trilogie a fost urmată de o continuare:
- The Harsh Cry of the Heron (2006)

Ulterior, scriitoarea a publicat un preludiu al trilogiei:
- Heaven's Net is Wide (2007)

Cărțile prezintă viața tânărului luptător Takeo, lupta sa de a-și răzbuna tatăl adoptiv, de a scăpa de moștenirea tatălui biologic și de a-și urma iubirea vieții într-o confruntare care implică zeci de clanuri și mii de războinici.

## Personaje

### Clanul Otori
- Otori Takeo - născut în sânul sectei Hidden sub numele Tomasu, dar primind numele Takeo după salvarea sa dintr-un atac împotriva satului natal. Fiu al lui Kikuta Isamu și moștenitor a numeroase talente supranaturale ale lui Isamu, nepot și fiul adoptiv al lui Otori Shigeru și moștenitor legal al conducerii clanului Otori, soț al lui Shirakawa Kaede și conducător al unei mici armate în timpul campaniei pentru supremația clanului Otori.
- Otori Shigeru - tatăl adoptiv și unchiul lui Otori Takeo, moștenitor al conducerii clanului Otori înainte de a fi omorât de Iida Sadamu la Inuyama. Păstrează notițe despre Trib, folosite ulterior de Takeo în conflictele sale cu Tribul.
- Otori Ichiro - inițial profesor și sfătuitor al lui Shigeru, devenit ulterior profesorul lui Takeo.
- Miyoshi Kahei - fiul lui Miyoshi Satoru (un vârstnic al clanului Hagi), prieten al lui (fratele decedat al lui Shigeru)
- Miyoshi Gemba - fratele său mai mic, ambii devenind ulterior prieteni cu Takeo
- Otori Shoichi - unchiul lui Shigeru care, împreună cu fratele său, a fost consilier al lordului Shigemori (tatăl lui Shigeru) în timpul domniei sale. După Bătălia de la Yaegahara devine conducător al clanului Otori
- Otori Masahiro - fratele său mai mic, care pare a avea aceeași putere ca și Shoichi. Îl urăște pe Shigeru, deoarece deoarece e atras de concubina acestuia, lady Akane. Are un fiu, pe Otori Yoshitomi
- Terada Fumifusa/Fumimasa - conducătorul flotei de pescuit al cetății Hagi, devenit ulterior pirat și stabilindu-și cartierul general pe insula Oshima pentru a evita taxele tot mai mari stabilite de conducătorii clanului Otori
- Terada Fumio - fiul său, prieten cu Takeo

### Clanul Tohan
- Iida Sadamu - conducătorul clanului Tohan. Dușman al lu Otori Shigeru, din cauza unei gelozii și uri îndelungate, responsabil pentru moartea lui Shigeru, a fost omorât de Shirakawa Kaede la puțină vreme după ce trupul lui Shigeru a fost scos de Takeo din castelul Inuyama.

### Clanul Seishuu
- Arai Daiichi - vechi prieten al lui Kaede din timpul perioadei petrecută de ea ca ostatic al clanului Noguchi, este un nobil Seishuu care preia puterea în vidul rămas după moartea lui Iida Sadamu. Vrea să cucerească cele Trei Țări și să distrugă Tribul.
- Shirakawa Kaede - verișoara lui Maruyama Naomi și moștenitoarea Maruyamei după moartea acesteia și a fiicei ei, iubita lui Otori Takeo. Are două surori mai mici, Ai și Hana.
- Maruyama Naomi - iubirea secretă a lui Otori Shigeru și conducătoarea domeniului vestic al Maruyamei, moștenit tradițional de femei. Are o fată, Mariko, care o însoțește împreună cu Sugita Sachie.
- Sugita Haruki - fratele lui Sachie, administrator al Maruyamei
- Sugita Hiroshi - nepotul său, lua în armata lui Shigeru la vârsta de 10 ani, când familia sa este ucisă de armata lui Iida Nariaki (vărul lui Sadamu). În The Harsh Cry of the Heron devine administrator al lui Takeo și Kaede, îngrijind domeniul Maruyama pentru următoarea femeie care îl va moșteni. Este prieten cu Muto Taku (fiul lui Shizuka și Arai).

### Tribul
- Muto Kenji - maestrul familiei Muto din cadrul Tribului. Profesorul lui Takeo în Hagi, tatăl lui Muto Yuki și unchiul lui Muto Shizuka.
- Muto Yuki - fiica lui Kenji și mama primului fiu al lui Takeo. Îi dă lui Takeo sabia Yato și duce capul lui Shigeru la Terayama, pentru ca nobilul să primească onorurile după moarte. Este executată de Trib după ce îl naște pe fiul lui Takeo, deoarece Kikuta nu cred că ea îl va crește în așa fel încât să îl urască pe Takeo.
- Muto Shizuka - slujnica lui Shirakawa Kaede, nepoata lui Kenji, fostă iubită a lui Arai Daiichi, căruia i-a dăruit doi fii, Zenko și Taku.
- Kikuta Isamu - un talentat asasin al Tribului, care l-a părăsit pentru a trăi împreună cu soția sa printre Hiddeni. Este ucis de Kikuta Kotaro înainte de nașterea fiului său, Tomasu (Takeo).
- Kikuta Kotaro - maestru al familiei Kikuta din cadrul Tribului, văr cu Isamu, profesor al lui Kenji și al altor membrii ai Tribului.
- Kikuta Akio - nepotul lui Kotaro și văr de-al doilea cu Takeo. Îl disprețuiește pe Takeo și este mereu în conflict cu el, mai ales după ce Takeo și Yuki devin amanți.
- Kondo Kiichi - un membru al Tribului care, împreună cu Shizuka, o protejează pe Kaede.
- Kuroda Shintaro - un membru talentat notoriu al Tribului, în ciuda faptului că s-a născut în familia mai puțin importantă Kuroda. Este trimis să îl asasineze pe Shigeru, dar este omorât de Takeo, care demonstrează astfel că posedă sângele Tribului.

### Alții
- Matsuda Shingen - fost războinic, devenit preot în Terayama, unde îl antrenează pe Shigeru în tinere. Mai târziu, devine starețul templului Terayama
- Kubo Makoto - deși este un călugăr al templului din Terayama, pretinde că s-a îndrăgostit de Takeo, devenind cel mai apropiat prieten și sfetnic al acestuia.
- Jo-An - un proscris și membru al sectei Hiddenilor, care îl ajută pe Takeo în campaniile sale, spre dezgustul clasei războinicilor.
- Lordul Fujiwara - un nobil Seishuu care devine interesat de Shirakawa Kaede și aranjează cu Arai Daiichi căsătoria cu ea, deși Kaede se măritase deja cu Takeo.
- Mamoru - iubitul, protejatul și companionul lordului Fujiwara. Este un actor care joacă rolurile feminine din piesele montate de seniorul Fujiwara.

### Cronologie și genealogii

#### Cronologie
Seria nu folosește un calendar care să specifice anii. Într-o notă a autoarei, ea pretinde că nu există o conversie între erele creștine și anii romanului, sugerând că anii au nume, nu sunt numerotați.
Pentru comparațiile interne se poate folosi următoarea cronologie, dar ea nu are legătură cu vreun sistem exterior. Primul capitol este considerat anul 0, făcând legătura cu vârsta lui Takeo.
- Heaven's Net is Wide: 0-17

```
   
(cap. 1: 
0
; cap. 2-5: 
1
; cap. 6-12: 
4
; cap. 13-19: 
5
; cap. 19-26: 
6
; cap. 27- incluzând Bătălia de la Yaegahara: 
7
 ...)
```

- Să nu trezești podeaua-privighetoare: 17-18

```
   
(cap. 1-3: 
17
; cap. 4+: 
18
)
```

- Sub cerul liber, având drept pernă iarba: 18-19

```
   
(cap. 1-8: 
18
; cap. 9+: 
19
)
```

- Strălucirea lunii, adierea vântului: 19, 33 (epilog)

- The Harsh Cry of the Heron: 34-36

```
   
(cap. 1: 
34
; cap. 4-30: 
35
; cap. 31+: 
36
)
```

În genealogii s-au folosit următoarele notații:

```
   : Adoptat sau ilegal.
 ... Legătură de rudenie necunoscută
 (b) Un băiat
 (f) O fată
 (3f) 3 fete
```

#### Tribul
```
      MUTO                KIKUTA
       |                    |
       |                    +----------------------+---------------------+
     Bunic                  |                      |                     |   
      MUTO                 (b)                    (b)                   (f)
       |                    |                      |                     |
 +-----+------------+       |                      |                     |
 |    +-------------|-------|----------------------+-----+-----+         |
 |    |             |       |                      |     |     |         |
(b)= (f)   Seiko = Kenji  Isamu = Sara = Shimon  Kotaro (b) Gosaburo   Shintaro
   |             |         (1)  |      |  (2)            |     |
   |             |         +----+      |                 |     |
   |             |         |     +-----+--+              |     +------+----+
   |             |         |     |        |              |     |      |    |
Shizuka  Akio = Yuki ≈ Tomasu  Maruta  Madaren         Akio  Kunio  Yuzu  Ume
   |      *          | (Takeo)                           :*
   |                 |                                   :
   +------+          +---------------------------------+ : 
   |      |                                            | : 
 Zenko   Taku                                         Hisao 
```

#### Clanul Otori
```
      OTORI Takeyoshi
      m. concubină imperială                                       
            |
   
(multe generații)
.....................................          
(Seishuu)

            |                                   |        |
soția 1 =  OTORI = soția 2                    Ichiro     |           SUGITA
       |        |                                        |             |
       |        +-------+-------------+                  |       +-----+------+------+
       |                |             |                  |       |     |      |      |
Shigemori = Masako    Shoichi        Masahiro          Eijiro = Eriko Sachie Haruki Hikaru
   :      |                           |    :                  |                      |
   :      |                           |    :                  |                      |
   :   +--+--------------+     Yoshitomi  Ryoma               +------+----+          |
   :   |                 |                                    |      |    |          |
Isamu Shigeru = YANAGI  Takeshi       Lord  = Văr cu        Danjo  (2b+) (3f)     Hiroshi
   |   :        Moe              SHIRAKAWA  | Lady MARUYAMA
   |   :                                    | 
   |   :    +------------+------------------+
   |   :    |            |                  |
   Takeo = Kaede        Ai = SONODA       Hana = ARAI Zenko
         |                 | Mitsuru           | 
  +------+-----+-----+     |          +--------+------+
  |      |     |     |     |          |        |      |
Shigeko Maya  Miki  (b)  (2f+)     Sunaomi  Chikara  Hiromasa
```

Yanagi Moe este înrudită atât cu seniorii Otori, cât și cu mama lui Shigeru.

#### Alte clanuri
(f)-fată
(b)-băiat
(m)-mort
```
                             MARUYAMA
                                |
                                +-------+
  IIDA                          |       |                           ARAI
   |                           (f)     (f)                           |
   +--------+                   |       |                            +------------------+
   |        |                   |       |                            |                  |
  IIDA     (b)        UEKI  = MARUYAMA (m) = Lord                   ARAI    ≈ MUTO    (3b)
Sadayoshi   |       Tadashi | Naomi        | SHIRAKAWA              Daiichi | Shizuka
   |        |          |    |              |                                | 
(Tribul)

   |        | +----+---+    +------+       ----+---------------+----+      +------+--------+
   |        | :    |   |    |      |            |               |    |      |               |
 Sadamu    IIDA = (f) (2b) Mariko (b)  OTORI = Kaede = Lord     Ai  Hana = Zenko  Tomiko = Taku
   |    Nariaki                        Takeo ↓        FUJIWARA           ↓       (Tohan) |
   |                               sex necunoscut (m)     |                         +----+
   |                                                      |                         |    |
 Katsu                                                Lord KONO                    (b)  (f)
```

## Tribul
Tribul este o organizație secretă formată din cinci familii, existente dinaintea seniorilor și a clanurilor, dintr-o vreme în care magia era un lucru obișnuit. De atunci, Tribul și-a păstrat abilitățile prin dedicare și antrenament. Membrii săi sunt deseori angajați ca spioni sau asasini de către diversele instituții de pe cuprinsul celor Trei Țări, obișnuind să ia înfățișarea unor neguțători sau actori ambulanți.
Se cunosc puține despre Trib, iar membrilor organizației li se acordă rareori încredere deplină. Majoritatea informațiilor care se cunosc despre Trib au fost adunate de Otori Shigeru cu ajutorul lui Muto Shizuka.
Din nefericire pentru Trib, abilitățile posedate de membrii ei se pierd odată cu noile generații, posibil din cauza consangvinizării. Aceasta este o teorie plauzibilă, câtă vreme unii dintre membri care au un părinte din afara Tribului dovedesc abilități deosebite.

### Kikuta
Este cea mai feroce familie, recunoscută pentru puterea și duritatea sa, precum și pentru asasinii talentați. Ei sunt stabiliți pe teritoriul Tohanilor și mulți dintre membrii ei au o linie dreaptă în palmă și puteri deosebite: invizibilitatea, divizarea într-un sine fantomă, auz deosebit de ascuțit și abilitatea de a adormi pe alții cu privirea ('somnul Kikuta'). Se spune că multe dintre darurile Kikuților se pierd, motiv pentru care Tribul dorește atât de mult talentele lui Takeo. Printre abilitățile mai puțin deosebite, posedate de membrii Kikuta mai puțin talentați, se numără agilitatea și capacitatea de a percepe invizibilitatea și al doilea sine.
În unele cazuri rare, unii membrii Kikuta pot comunica cu spiritele morților și să le dea ordine.
Kikuta Kotaro este maestru Kikuta, fiind urmat de nepotul său, Kikuta Akio. Modul lor de gândire este tradiționalist și nu doresc ca pacea să se înstăpânească în cele Trei Țări. Tatăl lui Takeo, Kikuta Isamu, a fost cel mai mare asasin Kikuta înainte de a o întâlni pe mama lui Takeo și de a se ascunde printre Hiddeni. Ulterior, el a fost ucis de Kikuta Kotaro, refuzând să lupte deoarece asta ar fi contravenit preceptelor religiei Hiddenilor, la care a trecut după căsătorie.

### Muto
Unul dintre cele mai mari două clanuri ale Tribului care mai are talente importante, fiind cea mai importantă familie din ținutul de mijloc. Sun renumiți pentru schimbarea înfățișării, motiv pentru care sunt foarte utili ca spioni, posedând și abilitatea de a deveni invizibili. Muto Kenji este maestrul Muto, după moartea sa rolul fiind luat de, Muto Shizuka. Familia Muto are legături puternice cu clanul Otori și crede că Tribul ar trebui să se schimbe în viitor. La începutul seriei, între familiile Muto și Kikuta există o alianță puternică, dar aceasta slăbește până la dezbinare. Desemnarea Shizukăi ca și conducătoare a clanului a dat naștere la controverse, în primul rând pentru că este femeie și în al doilea rând pentru că desemnarea a fost făcută de Otori Takeo, nu de familie.

### Kuroda
Un clan mai puțin important al Tribului, format în principal din neguțători, cămătari și informatori. Au unele dintre talentele marilor clanuri, precum și o abilitate care îi face asasini perfecți (de ex. Kuroda Shintaro).  În The Harsh Cry of the Heron se spune că membrii familiei Kuroda pot percepe invizibilitatea, dar nu pot deveni ei înșiși invizibili. Singurul personaj Kuroda care apare pe parcursul seriei este Kondo Kiichi (care și-a luat numele Kondo după adoptarea sa de către neamurile din partea mamei).

### Kudo și Imai
Cele mai puțin importante clanuri ale Tribului. În general lucrează ca grăjdari și servitori.

## Diverse
- Numele de "Hidden" (Cei Ascunși) dat sectei religioase este posibil să vină de la denumirea purtată într-o vreme de creștinii din Japonia feudală, "Kakureta Kirishitan", literar "Creștinii ascunși". Primii catolici și protestanții au fost persecutați de familia Tokugawa după bătălia de la Sekigahara din anul 1600. Catolicii au fost tratați mai brutal, fiind executați pubilc, ceea ce a determinat mulți credincioși devotați să își țină ascunsă credința și să devină "Ascunși" (Hidden).
- Cele trei religii ale romanului sunt foarte asemănătoare cu trei religii existente: "Hiddenii" seamănă cu creștinii (deși creștinii actuali apar ulterior în cadrul seriei), cei care îl slăvesc pe "cel iluminat" urmează o credință similară Budismului, iar aceia care cred în spiritele naturii aparțin Șintoismului (religia nativă a Japoniei).
- Numele real al lui Takeo, "Tomasu" este similar și poate fi considerat versiunea japoneză a numelui creștin "Toma" (Thomas, în engleză), la fel cum numele proscrisului Hidden Jo-An poate fi considerat o variantă a lui "Ioan". Sora lui Tomasu, Madaren, este varianta japoneză a lui Magdalena, iar cealaltă soră, Maruta, poate fi o variantă a "Martei". Creștinii japonezi din perioada feudală își luau nume creștine pe care le adaptau în conformitate cu limba lor.
- Toate titlurile romanelor păstrează în versiunea engleză stilul poetic (poeme haiku și waka) cu 5 și 7 silabe.

## Film
La ora actuală se fac planuri pentru o ecranizare a romanului Să nu trezești podeaua-privighetoare, Lian Hearn confirmând că David Henry Hwang lucrează la scenariu.